# جيش المصطفى في العراق
جيش المصطفى في العراق هي جماعة متمردة عراقية، ظهرت أثناء التمرد العراقي.

## الهجمات والتهديدات
في مارس 2005، أعلن جيش المصطفى ( تحت اسم تنظيم القاعدة في العراق ) مسؤوليته عن تفجير سيارة مفخخة في حي باب المعظم بالعراق. ثم في أبريل 2008، أعلن صراحة الحرب على دولة العراق الإسلامية بعد بعض المناوشات مع التنظيم. في يونيو 2009، هدد المصطفى أوباما بعد إلقائه خطابًا في مصر.